# Castel San Pietro Terme
Castel San Pietro Terme (emilián nyelven Castèl San Pîr) település Olaszországban, Emilia-Romagna régióban, Bologna megyében. Lakosainak száma 20 737 fő (2023. január 1.). Castel San Pietro Terme Casalfiumanese, Castel Guelfo di Bologna, Dozza, Medicina, Monterenzio és Ozzano dell’Emilia községekkel határos.

## Népesség
A település lakossága az elmúlt években az alábbi módon változott:
| Lakosok száma | 20 875 | 20 862 | 20 737 |
|               | 2017   | 2018   | 2023   |